# Godless (minisérie)
Godless je americká dramatická webová televizní minisérie od Scotta Franka. Produkce minisérie začala v Santa Fe v září 2016 a jejích sedm dílů bylo zveřejněno dne 22. listopadu 2017 na Netflixu.

## Obsazení

### Hlavní role
- Jack O'Connell jako Roy Goode[4]
- Michelle Dockeryová jako Alice Fletcher[5]
- Scoot McNairy jako Bill McNue[2]
- Merritt Wever jako Mary Agnes[6]
- Thomas Brodie-Sangster jako Whitey Winn[6]
- Tantoo Cardinal jako Iyovi
- Kim Coates jako Ed Logan[2]
- Sam Waterston jako maršál John Cook[2]
- Jeff Daniels jako Frank Griffin[7]

### Vedlejší role
- Samuel Marty jako Truckee
- Tess Frazer jako Callie Dunne
- Samantha Soule jako Charlotte Temple[8]
- Audrey Moore jako Sarah Doyle[2]
- Jeremy Bobb jako A.T. Grigg[6]
- Adam David Thompson jako Gatz Brown
- Russell Dennis Louis jako Daryl Devlin
- Matthew Dennis Louis jako Donnie Devlin
- Joe Pingue jako Alonzo Bunker
- Justin Welborn jako Floyd Wilson[2]
- Keith Jardine jako Dyer Howe
- Christiane Seidel jako Martha[2]
- Kayli Carter jako Sadie Rose[6]
- Russell G. Jones jako Hiram
- Randy Oglesby jako Asa Leopold[2]
- Duane Howard jako Shoshone Brave
- Jessica Sula jako Louise Hobbs
- Erik LaRay Harvey jako Elias Hobbs
- Rob Morgan jako John Randall[9]
- Julian Grey jako William McNue
- Marie Wagenman jako Trudy McNue

### Hostující role
- Whitney Able jako Anna McNue[8]
- Christopher Fitzgerald jako J.J. Valentine[2]

## Seznam dílů
| Č. v seriálu | Původní název             | Režie       | Scénář      | Premiéra na Netflixu |
| ------------ | ------------------------- | ----------- | ----------- | -------------------- |
| 1            | An Incident at Creede     | Scott Frank | Scott Frank | 22. listopadu 2017   |
| 2            | The Ladies of La Belle    | Scott Frank | Scott Frank | 22. listopadu 2017   |
| 3            | Wisdom of the Horse       | Scott Frank | Scott Frank | 22. listopadu 2017   |
| 4            | Fathers & Sons            | Scott Frank | Scott Frank | 22. listopadu 2017   |
| 5            | Shot the Head off a Snake | Scott Frank | Scott Frank | 22. listopadu 2017   |
| 6            | Dear Roy...               | Scott Frank | Scott Frank | 22. listopadu 2017   |
| 7            | Homecoming                | Scott Frank | Scott Frank | 22. listopadu 2017   |